# Liste des accidents ferroviaires en France dans les années 1860
La liste des accidents ferroviaires en France dans les années 1860, est une liste on exhaustive, chronologique par mois.

## 1860
- 11 novembre 1860 - Sur la ligne de Cette à Toulouse, vers 20 heures 40, un train Cette-Carcassonne est en cours de garage à Villedaigne pour laisser le passage à l'express venant de Toulouse lorsque ses trois derniers wagons, encore engagés sur la voie principale, sont pris en écharpe par celui-ci. Un serre-frein est tué, vingt voyageurs sont blessés. L'accident est imputé à l'extinction des signaux d'arrêts par la tempête[1].
- 26 décembre 1860 - Sur la ligne de Belgique de la Compagnie du Nord, en gare de Fresnoy-le-Grand, l'arrière d'un train de voyageurs venant de Charleroi par Erquelinnes, bloqué par la neige, est percuté par un train de marchandises alors que les signaux sont rendus inopérants par les intempéries. La collision fait cinq morts et six blessés[2]. Le chef de gare, un garde-barrière, et le mécanicien du train tamponneur sont inculpés, mais seul ce dernier sera condamné à une amende de 100 francs[3].

## 1861
- 25 avril 1861 - Sur la ligne de Marseille à Paris, près de Mondragon (Vaucluse), un train de voyageurs venant de Marseille déraille dans une courbe. La locomotive, son tender et le fourgon à bagages dévalent le talus, mais le reste du convoi demeure sur la voie. Le chauffeur du train est tué, quatre autres cheminots sont blessés, quelques voyageurs sont contusionnés[4].

## 1862
- 28 janvier 1862 - Sur la ligne de Saint-Étienne à Lyon, près de Saint-Romain-en-Gier, à la suite d'une erreur d'aiguillage, vers 23 heures 30, un train de voyageurs Lyon-Saint-Étienne entre en collision avec un train de marchandises circulant en sens contraire sur une voie unique établie en vue de la réfection d'un tunnel. La collision fait trois morts et plusieurs blessés[5].
- 25 avril 1862 - Près de Mondragon, sur la ligne Paris-Marseille, vers 14 heures, la locomotive d'un train de voyageurs allant de Marseille à Lyon déraille dans une courbe et, suivie de son tender et d'un fourgon à bagages dévale le remblai. Le reste du train, dont la course a été freinée par un wagon de marchandises renversé, reste sur la voie. Les voyageurs sont indemnes, mais le chauffeur est tué, le mécanicien, un garde-frein et un cadre de la compagnie sont blessés[6].
- 10 septembre 1862 - Sur la ligne de Puyoô à Bayonne, alors en construction, au lieudit Beauplaisir, à Guiche, un train de travaux déraille. Un ouvrier est tué, cinq autres sont blessés[7].
- 10 novembre 1862 - Sur la ligne de Moulins à Nevers, entre Moulins et Villeneuve-sur-Allier, la chaudière de la locomotive d'un train de marchandises explose au passage sous un pont, qui s'écroule, écrasant les 9 wagons suivant la machine. Le mécanicien, déchiqueté, est tué sur le coup, le chauffeur, brûlé, décède peu après. Le chef de train est grièvement blessé. Les deux autres cheminots du convoi sont indemnes[8].
- 15 novembre 1862 - À la sortie du tunnel de Thiviers, sur la ligne de Limoges à Périgueux, vers 11 heures, un train de voyageurs et un train de marchandises se heurtent de front. Un chauffeur est tué, les deux mécaniciens, l'autre chauffeur et le conducteur[a] du train sont blessés. Les voyageurs sont indemnes[9].

## 1863
- 9 avril 1863 - Avant l'inauguration solennelle de la section des Arcs à Cannes de la ligne Toulon-Nice, prévue le lendemain, un train d'essai déraille dans une courbe et dévale un remblai entre Agay et Cannes. Le chef du dépôt est tué, le mécanicien blessé[10].
- 15 août 1863 - Entre Saint-Brieuc et Rennes, vers 19 heures 30, au lieudit Les Landes, à Broons (Côtes-du Nord), un train de voyageurs heurte un poteau télégraphique déposé par malveillance sur la voie et déraille. Bilan: 2 morts et 4 blessés[11].
- 23 août 1863 - Beaucaire (Gard): vers 12 h 30, un train express Sète-Tarascon quitte la voie à l'entrée du viaduc sur le Rhône par suite de la présence d'un obstacle sur les rails. La locomotive, le fourgon à bagages et trois voitures heurtent le parapet, puis tombent dans un fossé. L'accident fait 6 morts, dont le mécanicien et un garde-frein, et 10 blessés[12]. Peu de temps après, des enfants surpris à placer de nouveaux obstacles sur les rails seront soupçonnés d'avoir provoqué cet accident. L'un d'eux, âgé de neuf ans, sera placé en maison de correction[13].
- 24 août 1863 - Sur la ligne Saint-Étienne-Roanne, vers 18 heures, l'express pour Paris, en retard, percute un omnibus arrêté en gare de La Fouillouse (Loire). On dénombrera 4 morts et une dizaine de blessés[14]. Le 7 novembre 1863, le tribunal correctionnel de Saint-Étienne, appréciant extensivement la chaîne des responsabilités, condamnera neuf personnes, deux chefs de gare, un chef de train, un mécanicien, un chauffeur et quatre garde-barrières à des peines de prison de 15 mois à 15 jours et d'amende de 1000 à 50 francs[15]. Ces condamnations seront confirmées en appel, sauf pour l'un des deux chefs de gare, relaxé[16].

## 1864
- 5 janvier 1864 - En gare de Pierrefitte, dans l'après-midi, un train omnibus venant de Calais est arrêté par suite d'une rupture de bielle sur sa machine lorsqu'il est percuté par l'express venant de Bruxelles, qui en écrase les cinq dernières voitures, dont on tirera cinq morts et dix-neuf blessés. Le 31 janvier, le tribunal correctionnel de Paris condamnera le mécanicien du train tamponneur à trois ans de prison, son chauffeur et le chef de train à six mois et trois cents francs d'amende pour n'avoir pas respecté la signalisation couvrant le train en panne et déclarera la Compagnie du Nord civilement responsable[17].
- 16 juin 1864 - Nouvel accident sur la ligne Saint-Étienne-Roanne, entre les gares de Saint-Just-sur-Loire et de La Fouillouse : vers 19 heures 30, un train de voyageurs venant de Roanne, roulant à une vitesse excessive pour rattraper son retard, déraille dans une courbe. Le mécanicien est tué, le conducteur[b], le chef de train et plusieurs voyageurs sont grièvement blessés[18].
- 23 décembre 1864 - Sur la ligne de Capdenac à Rodez, à 10 heures, entre Bouillac et Capdenac, collision sur la voie unique entre un train de ballast et une locomotive haut-le-pied autorisée à quitter Viviez par suite d'une erreur dans la transmission d'une dépêche télégraphique. Un garde-frein est tué, neuf autres personnes sont blessées[19].

## 1865
- 28 décembre 1865 - Sur la ligne Strasbourg-Mulhouse, à 6 heures 30 un train de marchandises percute dans le brouillard un train mixte à l'arrêt en gare de Rouffach, écrasant trois voitures de voyageurs. La collision fait un mort et plusieurs blessés[20].

## 1866
- 6 septembre 1866 - Sur la ligne de Niort à Poitiers, près de la gare de Saint-Maixent, vers 20 heures, cinq voitures du train-poste Niort-Paris déraillent et dévalent un talus. Deux sont broyées; on en tirera 6 morts et 15 blessés[21].
- 23 décembre 1866 - Sur la ligne Dôle-Belfort, le sous-chef de gare de Franois laisse par erreur partir sur la voie unique un train de voyageurs venant de Besançon alors qu'un train de marchandises de sens contraire y est déjà engagé. La collision a lieu vers 18 heures peu avant la gare de Dannemarie-Velesmes. Elle fera 13 morts et 20 blessés, dont un succombera peu après. Le 5 janvier 1867, le tribunal correctionnel de Besançon condamnera le responsable de l'accident à cinq ans de prison et deux mille francs d'amende[22].

## 1867
- 1er août 1867 - Saint-Albain (à 14 km de Mâcon (Saône-et-Loire) : à 4 h 40, un train de plaisir Marseille-Paris bondé aborde un chantier de renouvellement de voie non signalé, où des rails ont été enlevés. Il déraille et s'écrase contre le mur du presbytère. On déplorera 6 morts et une vingtaine de blessés[23]. Un mois plus tard, le tribunal correctionnel de Mâcon condamnera les responsables du chantier et de sa surveillance à des peines de prison d'un an à 15 jours, et à des amendes[24].

- 17 septembre 1867 - Sur la ligne de Chalindrey à Gray, entre Maâtz et Champlitte, un train de voyageurs déraille, et après rupture de l'attelage, sa machine tombe dans un fossé. Le mécanicien et le chauffeur sont tués, le chef de train est blessé, des voyageurs sont contusionnés[25].
- 18 septembre 1867 - Premier accident mortel sur le chemin de fer (système Fell) du Mont-Cenis, encore en construction : la presse rapporte d'abord qu'à la suite du déraillement de la machine d'un train de chantier, un wagon est tombé dans un ravin, et que les trois ouvriers qui l'occupaient sont morts[26]. Peu après, la compagnie fait publier un rectificatif minimisant l'évènement[27].
- 20 septembre 1867 - Vers 9 heures 30, sur la ligne Mulhouse-Bâle, peu avant la gare de Sierentz, un train semi-direct pour Bâle déraille et dévale le remblai. Le chauffeur est tué et une vingtaine de voyageurs sont blessés[28].
- 21 septembre 1867 - Sur la ligne de Vincennes, vers 17 heures, les véhicules de tête d'un train pour la Bastille circulant tender en avant déraillent dans une courbe et se couchent à l'approche de la station de Bel-Air. L'accident fait une dizaine de blessés légers et un grave qui décèdera peu après à l'hôpital[29].
- 27 octobre 1867 - Vers 7 heures 15, sur la ligne Amiens-Paris, en gare de Gonesse, l'express Calais-Paris prend en écharpe un train de banlieue partiellement engagé sur la voie principale. L'accident fait trois morts, le mécanicien et le chauffeur de l'express ainsi qu'un voyageur anglais, et une dizaine de blessés[30].

## 1868
- 20 mars 1868 - Sur la ligne Paris-Strasbourg, entre les gares de Gagny et de Chelles, un train de voyageurs pour Meaux heurte un bloc de pierre tombé d'un train de marchandises, déraille et se disloque en s'écrasant contre les parois d'une tranchée. Le mécanicien est tué, et plusieurs personnes sont blessées, dont 4 grièvement[31].

## 1869
- 3 juillet 1869 - En gare de Creil, une locomotive au repos, heurtée lors d'une manœuvre, part seule sur une voie où elle tamponne plusieurs wagons de marchandises entre lesquels un homme d'équipe est écrasé[32].
- 19 février 1869 - Sur la Ligne de Petite Ceinture, vers 10 heures, à l'entrée du tunnel des Buttes-Chaumont, collision entre un train de marchandises venant de Bercy et un train de voyageurs venant de La Villette, dont le mécanicien et le chauffeur sont tués[33].
- 2 octobre 1869 - Sur la ligne Paris-Charleville, 2 km avant Bazancourt (Marne), à 12 heures 37, l'express Reims-Charleville aborde à pleine vitesse un chantier de voie non signalé. La locomotive, son tender, deux fourgons et deux voitures de voyageurs sont précipités dans un champ. On comptera 25 blessés, dont le chef de train, qui décèdera par la suite[34].